# Dabeiba
Dabeiba este un municipiu din departamentul Antioquia, Columbia.
Se află la o altitudine de 450 m deasupra nivelului mării. Populația este de 22.954 locuitori.